# Région administrative spéciale (Chine)
Pour les articles homonymes, voir RAS.
Régions administratives spéciales de la république populaire de Chine
Les régions administratives spéciales (RAS) de la république populaire de Chine (chinois simplifié : 中华人民共和国特别行政区 ; chinois traditionnel : 中華人民共和國特別行政區 ; pinyin : zhōnghuá rénmín gònghéguó tèbié xíngzhèngqū) sont l'un des quatre types de subdivisions provinciales de la Chine, directement sous le contrôle du gouvernement populaire central (Conseil d'État). En tant que régions, elles possèdent un haut degré d'autonomie par rapport au gouvernement central. Toutefois, malgré l'autonomie relative que le gouvernement populaire central accorde aux régions administratives spéciales, l'Assemblée nationale populaire et son Comité permanent sont susceptibles de faire appliquer un certain nombre de dispositifs législatifs au sein des régions administratives spéciales.
La base juridique de la création des RAS, contrairement aux autres divisions administratives de la Chine, est prévue par l'article 31, plutôt que par l'article 30 de la Constitution chinoise de 1982. L'article 31 déclare que « l'État peut créer des régions administratives spéciales en cas de nécessité. Les systèmes à instituer dans les régions administratives spéciales seront prescrits par une loi promulguée par l'Assemblée nationale populaire à la lumière des conditions spécifiques ».
À l'heure actuelle, il existe deux RAS établies conformément à la Constitution, à savoir la RAS de Hong Kong et la RAS de Macao, respectivement anciennes dépendances britannique et portugaise, transférées à la Chine en 1997 et 1999, conformément à la déclaration commune sino-britannique de 1984 et la déclaration commune sino-portugaise de 1987 (en). Ces déclarations, qui sont des traités interétatiques contraignants enregistrés auprès des Nations unies, garantissent aux RAS chinoises qu'elles « jouiront d'un haut degré d'autonomie ». En règle générale, les deux RAS ne sont pas considérées comme faisant partie intégrante de la Chine continentale par leurs autorités respectives[pas clair].
La disposition relative à la création de régions administratives spéciales est apparue dans la constitution de 1982, en prévision des pourparlers avec le Royaume-Uni sur la question de la souveraineté de Hong Kong. Elle a été envisagée comme modèle pour l'éventuelle unification avec Taïwan et d'autres îles, où la république de Chine réside depuis 1949.
En vertu du principe un pays, deux systèmes, le gouvernement central chinois est responsable des affaires diplomatiques, militaires et autres affaires d'État des deux RAS. Cependant, ces deux entités continuent de posséder leurs propres législatures fonctionnant selon un système multipartite, leurs propres systèmes juridiques, politiques migratoires, ainsi que leurs propres forces de polices et douanes. De plus, elles disposent de leur propre système éducatif et universitaire ainsi que d'une représentation dans un certain nombre d'organismes internationaux.
Les régions administratives spéciales ne doivent pas être confondues avec les zones économiques spéciales, qui sont des zones dans lesquelles des lois économiques spéciales s'appliquent pour promouvoir le commerce et les investissements.
La région administrative spéciale de Wolong dans la province du Sichuan est une réserve naturelle et non une division politique.

## Liste des régions administratives spéciales de Chine
Il existe actuellement deux régions administratives spéciales établies conformément à l'article 31 de la Constitution chinoise. Pour la région administrative de Wolong dans le Sichuan, voir la section Wolong ci-dessous.
| Nom       | Chinois (T) / (S) | Yale (en) | Pinyin    | Pinyin postal | Abréviation et GB (en)      | Population | Superficie km2 | ISO | ISO:CN | Div. administrative  |
| --------- | ----------------- | --------- | --------- | ------------- | --------------------------- | ---------- | -------------- | --- | ------ | -------------------- |
| Hong Kong | 香港              | Hēunggóng | Xiānggǎng | Hongkong      | 港 (Gǎng), HK, HKSAR        | 7 333 200  | 1 114,35       | HK  | CN-HK  | Liste (18 districts) |
| Macao     | 澳門 / 澳门       | Oumùhn    | Àomén     | Macao         | 澳 (Ào), MO, MC, MSAR, RAEM | 673 600    | 30,4           | MO  | CN-MO  | Liste (8 freguesias) |

## Caractéristiques
Les deux régions administratives spéciales de Hong Kong et de Macao (créées respectivement en 1997 et 1999) disposent chacune d'une constitution codifiée appelée loi fondamentale. Cette loi accorde à ces régions un degré élevé d'autonomie, un système politique distinct et une économie capitaliste selon le principe un pays, deux systèmes proposé par Deng Xiaoping.

### Haut degré d'autonomie
Actuellement, les deux RAS de Hong Kong et de Macao sont autonomes sur tous les plans, à l'exception des relations diplomatiques et de la défense nationale. Par conséquent, l'Assemblée nationale populaire autorise les RAS à avoir un degré élevé d'autonomie et à jouir de pouvoirs exécutifs, législatifs et judiciaires indépendants, chacune disposant de sa propre Cour d'appel finale (en).

### Monnaie
- Yuan : La monnaie est communément abrégée en CNY¥. Adopte un taux de change stable.
- Dollar de Hong Kong ：La monnaie est communément abrégée en HK$. Son taux de change est rattaché au dollar américain.
- Pataca : La monnaie est communément abrégée en MOP$. Son taux de change est rattaché au dollar de Hong Kong.

### Affaires étrangères
Les régions administratives spéciales sont habilitées à conclure un large éventail d'accords avec d'autres pays et territoires, tels que l'abolition mutuelle de l'obligation de visa (en) pour les citoyens de Hong Kong, l'assistance juridique mutuelle, les services aériens, l'extradition, la gestion de la double imposition et d'autres encore, sans que le gouvernement chinois ne soit impliqué. Toutefois, lors de certains pourparlers diplomatiques impliquant une RAS, la RAs concernée peut choisir d'envoyer des fonctionnaires pour faire partie de la délégation chinoise. Par exemple, lorsque l'ancienne ministre de la santé de Hong Kong (en) Margaret Chan a été nommée au poste de directrice générale de l'Organisation mondiale de la santé (OMS), elle a servi d'ambassadrice de la Chine auprès de cette organisation internationale.
Dans le même temps, les régions administratives sont membres de diverses organisations internationales, telles que l'OMC, l'APEC, etc.
- Hong Kong
  - Hong Kong est membre de 41 organisations internationales regroupant des États.
  - Hong Kong est membre de 54 organisations intergouvernementales n'impliquant pas des États[15].

- Macao
  - Macao est membre de 19 organisations internationales regroupant des États.
  - Macao est membre de 30 organisations intergouvernementales n'impliquant pas des États[16].

Le gouvernement de Hong Kong et le gouvernement de Macao ont établi des bureaux économiques et commerciaux (HKETO (en) et (DECM (en)), dans certains pays ainsi que dans la région de la Grande Chine. Ces bureaux servent les intérêts économiques de leurs régions respectives. Pour les régions dépourvues de HKETO et de DECM, les missions diplomatiques chinoises se chargent de la protection des intérêts liés à Hong Kong et Macao.
Certains pays entretenant des relations diplomatiques avec le gouvernement central chinois disposent de consulats généraux à Hong Kong et Macao.

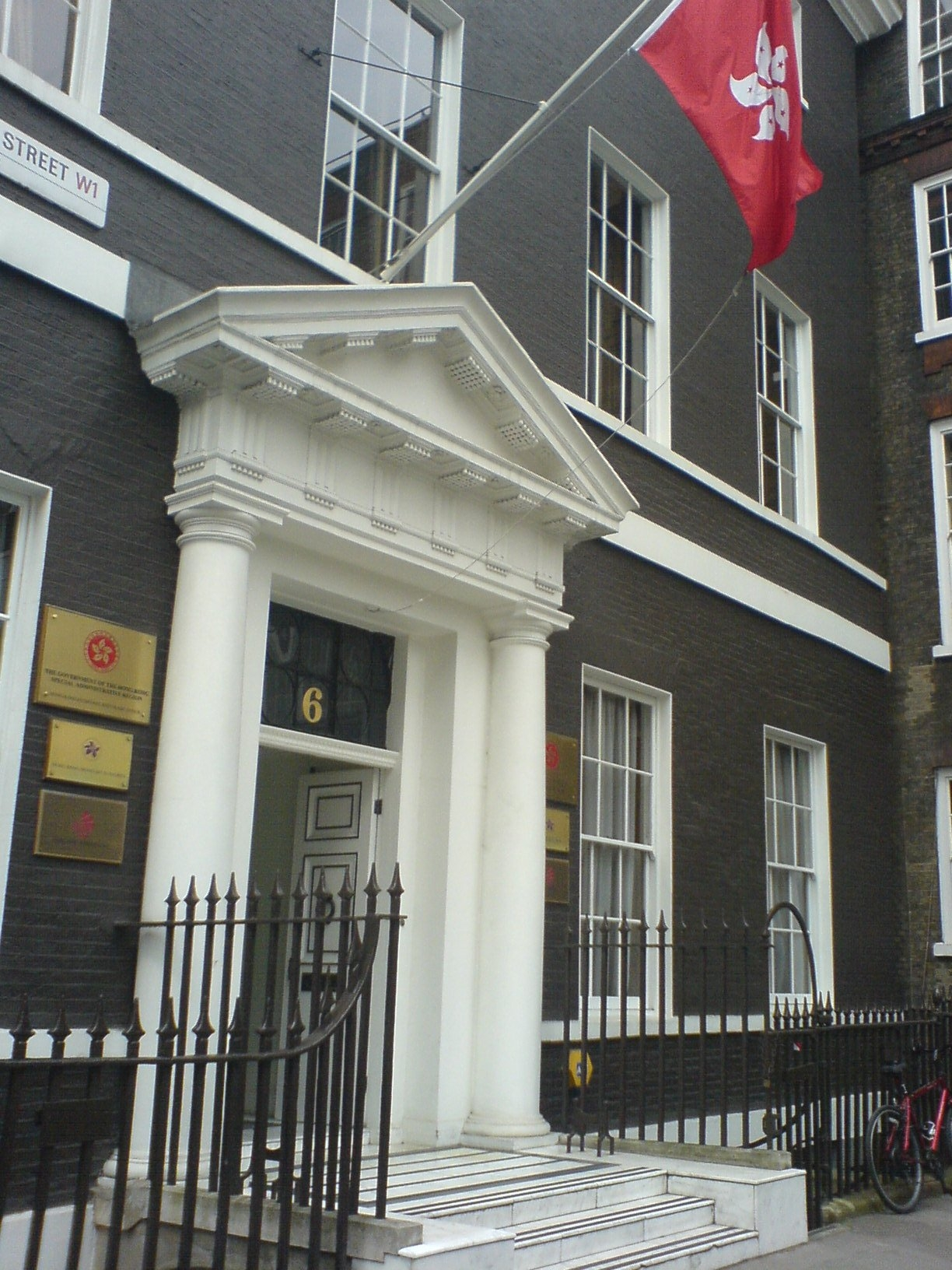
Bureau économique et commercial à Londres

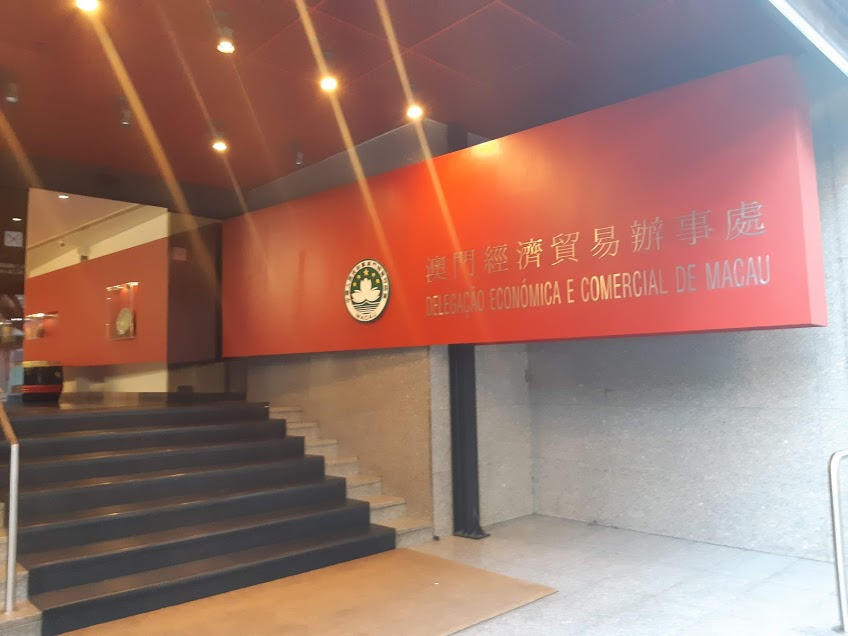
Bureau économique et commercial de Macao à Lisbonne

### Jeux olympiques
Lors de manifestations sportives telles que les Jeux olympiques ou les Jeux asiatiques, les RAS peuvent avoir leurs propres équipes. Elles participent sous les noms respectifs de « Hong Kong, Chine » et de « Macao, Chine », et concourent en tant qu'entités séparées comme elles le faisaient lorsqu'elles étaient sous dépendance britannique et portugaise.

### Armée et défense
L'Armée populaire de libération dispose de garnisons dans les deux RAS. Les autorités de la RPC ont déclaré que l'Armée populaire ne serait pas autorisée à interférer dans les affaires locales de Hong Kong et de Macao et qu'elle devait respecter les lois de ces territoires. En 1988, l'universitaire Chen Fang, de l'Académie des sciences militaires de l'Armée populaire (en), a même tenté de proposer le concept « Une armée, deux systèmes » afin de séparer la fonction de défense et les fonctions publiques au sein de l'armée. L'APL ne participe pas à la gouvernance de la RAS, mais celle-ci peut lui demander d'intervenir en cas d'urgence, par exemple en cas de catastrophe naturelle. La défense relève de la responsabilité du gouvernement de la RPC.
Un projet de loi de la RPC de 1996 a interdit à l'Armée populaire de libération d'investir dans l'économie de Hong Kong, mais un vide juridique lui permet d'investir dans l'économie locale et de réinvestir les profits dans l'armée. De nombreuses sociétés sont gérées par l'APL à Hong Kong, et elle y possède également de nombreuses propriétés foncières d'une valeur de plusieurs milliards de dollars.

### Immigration et nationalité
Chacune des RAS délivre son propre passeport à ses résidents permanents qui sont en même temps citoyens chinois. Les citoyens de la RPC doivent également remplir l'une des conditions suivantes :
- Être né dans la RAS ;
- Avoir l'un de ses parents résident permanent de la RAS ;
- Résider de manière continue et légale pendant sept ans ou plus dans la RAS, permettant d'y obtenir un droit de séjour (en).

Outre la protection consulaire accordée par le ministère des Affaires étrangères de la république populaire de Chine, ces passeports précisent que leur titulaire a le droit de résider dans la RAS qui les a délivrés.
L'Assemblée nationale populaire a également chargé chaque RAS d'administrer la loi sur la nationalité de la RPC dans ses domaines respectifs, à savoir la naturalisation, la renonciation et la restauration de la nationalité de la RPC et la délivrance d'une preuve de la nationalité.
En raison de leur passé colonial, de nombreux habitants des RAs possèdent une autre nationalité (par exemple, le statut de ressortissant britannique d'outre-mer (en), la citoyenneté britannique ou bien la citoyenneté portugaise). Toutefois, les résidents de la RAS d'origine chinoise ont toujours été considérés comme des citoyens chinois par les autorités chinoises, à l'exception de Macao, où les résidents d'origine chinoise peuvent choisir entre la nationalité chinoise ou portugaise. Une interprétation spéciale de la loi sur la nationalité, tout en ne reconnaissant pas la double nationalité, a permis aux citoyens chinois de conserver leur « droit de séjour » à l'étranger et d'utiliser les documents de voyage délivrés par le pays étranger. Toutefois, ces documents de voyage ne peuvent pas être utilisés pour se rendre en Chine continentale et les personnes concernées doivent avoir un permis de retour au pays (en). Par conséquent, la règle de la nationalité principale (en) s'applique et le titulaire ne peut pas bénéficier de la protection consulaire lorsqu'il se trouve en Chine continentale. Les citoyens chinois qui possèdent également une nationalité étrangère peuvent déclarer un changement de nationalité auprès du département de l'immigration de la RAS concernée et, après approbation, ne seront plus considérés comme des citoyens chinois.
Les résidents permanents des RAS qui ne sont pas citoyens chinois (y compris les apatrides) ne peuvent pas obtenir de passeport pour la RAS. Elles doivent obtenir un passeport auprès des missions diplomatiques étrangères qui représentent leur pays de nationalité. Pour les apatrides, chaque RAS peut délivrer sa propre forme de certificat d'identité (en), en lieu et place des passeports nationaux aux personnes concernées. Les citoyens chinois qui sont des résidents non-permanents ne peuvent pas non plus prétendre à un passeport, mais peuvent obtenir des certificats d'identité, tout comme les apatrides.

### Passeports
- Passeport chinois (pour les résidents de Chine continentale disposant d'un Huji)
- Passeport de la région administrative spéciale de Hong Kong (pour les résidents permanents de Hong Kong (en) ayant la nationalité chinoise)
- Passeport de la région administrative spéciale de Macao (for résidents permanents de Macao (en) ayant la nationalité chinoise)

### Comparaisons
| Organisme                                           | Hong Kong | Macao | | Chine (Gouvernement central) |
| Document constitutionnel                            | Loi fondamentale de la région administrative spéciale de Hong Kong (basée sur la déclaration commune sino-britannique, subordonnée à la constitution chinoise) | Loi fondamentale de la région administrative spéciale de Macao (basée sur la déclaration commune sino-portugaise (en), subordonnée à la constitution chinoise) | Constitution chinoise |                              |
| Autorité interprétant et contrôlant la Constitution | Comité permanent de l'ANP | Comité permanent de l'ANP | Comité permanent de l'ANP |                              |
| Chef de l'État/Territoire                           | Chef de l'exécutif de Hong Kong | Chef de l'exécutif de Macao | Secrétaire général du Parti communiste chinois |                              |
| Chef de l'État/Territoire                           | Chef de l'exécutif de Hong Kong | Chef de l'exécutif de Macao | Président chinois |                              |
| Chef du gouvernement                                | Chef de l'exécutif de Hong Kong | Chef de l'exécutif de Macao | Premier ministre chinois |                              |
| Pouvoir exécutif                                    | Conseil exécutif de Hong Kong | Conseil exécutif de Macao | Conseil d'État |                              |
| Pouvoir législatif                                  | Conseil législatif | Assemblée législative | Assemblée nationale populaire (ANP); Comité permanent de l'ANP |                              |
| Pouvoir judiciaire                                  | Cour d'appel final de Hong Kong | Cour d'appel final de Macao (en) | Cour populaire suprême |                              |
| Autorité judiciaire                                 | Département de la Justice (en) | Procureur général de Macao (en) | Parquet populaire suprême |                              |
| Police                                              | Police de Hong Kong (fait partie des Services répressifs de Hong Kong)                                                                                         | Police de Macao (en) ; Directeur de la police judiciaire (fait partie des Forces de sécurité de Macao (en))                                                    | Police populaire chinoise (en) (fait partie du ministère de la Sécurité publique, du ministère de la Sécurité de l'État, du Ministère de la Justice (en), de la Cour populaire et du Parquet populaire) ; Police armée du peuple |                              |
| Armée                                               | Garnison de Hong Kong | Garnison de Macao | Armée populaire de libération (APL) ; Police armée du peuple ; Milice (en) |                              |
| Monnaie                                             | Dollar de Hong Kong | Pataca | Yuan |                              |
| Langue(s) officielles                               | Chinois (traditionnel, (Cantonais)), Anglais | Chinois (traditionnel, (Cantonais)), Portugais | Mandarin (Putonghua) (simplifié) |                              |
| Affaires étrangères                                 | limitées (en) | limitées (en) | pleins droits |                              |
| Organe principal pour les Affaires étrangères       | Bureau du Commissaire (en) | Bureau du Commissaire (en) | Ministère des Affaires étrangères |                              |
| Citoyenneté                                         | Citoyenneté chinoise | Citoyenneté chinoise | Citoyenneté chinoise |                              |
| Preuve de résidence                                 | Droit de séjour (en) | Droit de séjour (en) | Huji |                              |
| Passeport                                           | Passeport de la région administrative spéciale de Hong Kong | Passeport de la région administrative spéciale de Macao | Passeport chinois |                              |
| Autorités chargées de la délivrance des passeports  | Département de l'immigration | Département d'identification | Administration nationale de l'immigration (en) ; Ministère des Affaires étrangères ; Missions diplomatiques (en) |                              |
| Douanes                                             | Département des douanes et accises (en) | Service des douanes de Macao | Administration générale des douanes |                              |

## Offre à Taïwan et aux autres régions contrôlées par la République de Chine
Le statut de région administrative spéciale pour Taïwan, contrôlée par la République de Chine, a été proposé pour la première fois en 1981. La proposition de 1981 a été présentée par le président de l'Assemblée nationale populaire Ye Jianying, connue sous le nom de « neuf points de Ye » (葉九條). Depuis, une série de propositions différentes ont vu le jour. Le 25 juin 1983, Deng Xiaoping se présente à l'université Seton Hall aux États-Unis pour proposer les « six points de Deng » (鄧六條), qui appelaient à une « région administrative spéciale de Taïwan » (台湾特別行政区). Il était prévu qu'après l'unification de Taïwan avec la RPC en tant que RAS, la RPC deviendrait la seule représentante de la Chine. Dans le cadre de cette proposition, Taïwan se serait vue garantir sa propre armée, ses propres pouvoirs administratif et législatif, une justice indépendante et le droit d'adjudication, sans toutefois être considéré comme un gouvernement séparé de la Chine.
En 2005, la loi antisécession de la RPC est promulguée. Elle promet, notamment, un haut degré d'autonomie aux territoires actuellement gouvernés par les autorités taïwanaises. La RPC peut également recourir à des moyens non pacifiques pour défendre ses revendications de souveraineté sur les territoires de Taïwan en cas de déclaration d'indépendance pure et simple.
En janvier 2019, à l'occasion du 40e anniversaire d'une déclaration faite par la RPC à Taïwan en 1979, le secrétaire général du Parti communiste chinois Xi Jinping a expliqué dans un discours comment le principe « un pays, deux systèmes » serait appliqué à Taïwan:
- Taïwan serait une région administrative spéciale de la Chine et ferait partie de la République populaire de Chine. La République de Chine n'existerait plus[20] ;
- Les institutions taïwanaises se métamorphoseraient en organes infranationaux[20] ;
- Le système social et le modèle économique taïwanais seront respectés[20] ;
- Les droits de propriété privée, les systèmes de croyance et les « droits des intérêts légitimes » de Taïwan seront préservés[20] ;
- La « question de Taïwan » ne doit pas être transmise de génération en génération (c'est-à-dire que la réunification doit se faire rapidement)[20] ;
- La réunification de Taïwan conduirait au « grand rajeunissement de la nation chinoise »[20].

## Wolong
La réserve naturelle de Wolong est située au sud-ouest du xian de Wenchuan, dans la préfecture autonome tibétaine et qiang d'Aba, dans la province du Sichuan. Elle était auparavant connue sous le nom de région administrative spéciale de Wolong, et a été fondée en mars 1983 avec l'approbation du Conseil d'État. Elle a reçu son nom actuel et a été placée sous l'autorité du gouvernement provincial du Sichuan, la supervision administrative étant assurée par le département provincial des forêts. Sa zone remplace la réserve naturelle de Wolong et son bureau administratif est le même que le Bureau administratif de l'Administration forestière de l'État pour la réserve. Sa population est actuellement de 5 343 habitants.
Malgré son nom, la région administrative spéciale de Wolong n'est pas une RAS au sens de l'article 31 de la Constitution chinoise. Cela s'explique principalement par le fait que la région administrative spéciale de Wolong a été créée avec l'approbation du Conseil d'État, et non « par une loi promulguée par le Congrès national du peuple », comme le stipule l'article 31 de la Constitution.

## Anciennes RAS
À l'époque de la République de Chine, entre 1912 et 1949, les « régions administratives spéciales » étaient utilisées pour désigner des zones spéciales par le gouvernement de Beiyang, dont la plupart ont finalement été converties en provinces par le gouvernement nationaliste en 1928. Toutes ont été suspendues ou abolies après la fin de la Guerre civile chinoise, avec la création de la République populaire de Chine (RPC) et la retraite (en) du gouvernement de la République de Chine à Taïwan. Ces régions sont les suivantes :
| Nom         | Chinois | Pinyin    | Créée | Devenue province          | Statut actuel                                                                                |
| ----------- | ------- | --------- | ----- | ------------------------- | -------------------------------------------------------------------------------------------- |
| Suiyuan     | 綏遠    | Suíyuǎn   | 1914  | 1928                      | Intégrée en Mongolie-Intérieure                                                              |
| Chahar      | 察哈尔  | Cháhā'ěr  | 1914  | 1928                      | Divisée entre la Mongolie-Intérieure, Pékin et le Hebei                                      |
| Jehol       | 熱河    | Rèhé      | 1914  | 1928                      | Divisée entre le Hebei, Liaoning et la Mongolie-Intérieure                                   |
| Chwanpien   | 川边    | Chuānbiān | 1914  | 1935 (as Xikang Province) | Divisée entre l'ouest du Sichuan et l'est de la Région autonome du Tibet                     |
| Tungsheng   | 東省    | Dōngshěng | 1924  |                           | Territoire situé le long du Chemin de fer de l'Est chinois, aujourd'hui dans le Heilongjiang |
| Weihai (en) | 威海    | Wēihǎi    | 1930  |                           | Partie du Shandong                                                                           |
| Hainan      | 海南    | Hǎinán    | 1944  | En préparation en 1949    | Province d'Hainan                                                                            |